# Ostium (anatomia motyli)
Ostium (l. mn. ostia) – element samczych narządów genitalnych u motyli.
Ostium określany jest u motyli jako rejon lub otwór, poprzez który wewnętrzna kieszeń (wezyka) ulega wywróceniu na zewnątrz podczas kopulacji.